# جزيرة كومالا
جزيرة كومالا وهي جزيرة من جزر إندونيسيا، وتقع في إقليم كالمنتان الشرقية.